# Open GDF Suez de Touraine 2012
L'Open GDF Suez de Touraine 2012 è stato un torneo professionistico di tennis femminile giocato sul cemento. È stata l'8ª edizione del torneo, che fa parte dell'ITF Women's Circuit nell'ambito dell'ITF Women's Circuit 2012. Si è giocato a Joué-lès-Tours in Francia dall'8 al 14 ottobre 2012.

## Partecipanti

### Teste di serie
| Nazionalità | Giocatrice             | Ranking* | Testa di serie |
| ----------- | ---------------------- | -------- | -------------- |
| Russia      | Aleksandra Panova      | 85       | 1              |
| Francia     | Kristina Mladenovic    | 96       | 2              |
| Francia     | Stéphanie Foretz Gacon | 98       | 3              |
| Austria     | Yvonne Meusburger      | 115      | 4              |
| Portogallo  | Maria João Koehler     | 130      | 5              |
| Francia     | Claire Feuerstein      | 133      | 6              |
| Stati Uniti | Alison Riske           | 141      | 7              |
| Francia     | Irena Pavlović         | 142      | 8              |

- Ranking al 1º ottobre 2012

### Altre partecipanti
Giocatrici che hanno ricevuto una wild card
- Julie Coin
- Clothilde de Bernardi
- Amandine Hesse
- Constance Sibille

Giocatrici che sono passate dalle qualificazioni:
- Diāna Marcinkēviča
- Anna Remondina
- Ana Vrljić
- Maryna Zanevs'ka

Giocatrici che hanno ricevuto un entry come junior exempt:
- An-Sophie Mestach

## Campionesse

### Singolare
- Mónica Puig ha battuto in finale  Maria João Koehler con il punteggio di 3–6, 6–4, 6–1

### Doppio
- Séverine Beltrame /  Julie Coin hanno battuto in finale  Justyna Jegiołka /  Diāna Marcinkēviča con il punteggio di 7–5, 6–4